# 花柳寿美
初代花柳 寿美（はなやぎ すみ、1898年2月11日 - 1947年2月8日）は、日本舞踊家。「曙会」をおこして「新舞踊運動」を展開した。本名は大橋 勇（いさみ）。

## 経歴
1898年2月11日、諏訪政太郎と芸者の庶子として岐阜県に生まれる。名古屋の大橋家の養女となる。
4歳から名古屋西川流で舞踊を学び、1910年に上京して当時花柳流の家元の座を預かっていた花柳徳太郎に入門した。その翌年には「小奴」の名で新橋の「竹の家」で雛妓として座敷に出るようになった。小奴は美貌の雛妓として知られて「新橋雛妓七人娘」の一人と称された。2代花柳壽輔が家元に就いた後は壽輔の指導を受け、1918年には名取を許され、花柳寿勇（じゅゆう）を名乗る。朝吹常吉をパトロンとし、小山内薫、6代目尾上菊五郎、蘆原英了、3代目市川左團次（当時・市川男女蔵）の指導を受け、花柳舞踊研究会で頭角を現した。
1923年、舞踊家として立つ為に妓籍を抜け、1925年に花柳寿美を襲名する。寿美という名前は花柳流にとって由緒あるものとして伝わっていたが、壽輔はあえて寿勇を初代寿美とした。
1926年、音楽家の鳥居維子と知り合う。この出会いを通して、日本舞踊の伴奏音楽は邦楽だけではないということを強く感じる。また、西國領君嘉は「それに気付いた最初の人物であることは、音楽と舞踊の会である『曙会』を創立したことに表れている」としている。
1926年には自らの舞踊研究会である曙会を設立し、他の女性舞踊家とともに「新舞踊運動」を展開した。吾妻徳穂（aka藤間春枝）も、初代花柳寿美に憧れを抱き、女優から舞踊家へと転身し新舞踊運動で活躍した。舞踊曲としてオーケストラを導入したり、これまでにない衣装を身に着けて壮大華麗な舞台を見せるとともに、女形舞踊ではない独自の女性舞踊を追究した。曙会以前の日本舞踊家といえばいわゆる「お師匠さん」、つまりレッスンプロのイメージが強かったが、曙会では舞台上の踊りを見せる（魅せる）職業日本舞踊家という形態へ昇華を図った。さらに、一種のおさらい会だった発表会を、作品を発表する「舞踊会」や「リサイタル」に変化させる基礎を作り上げていった。
寿美が振付を行い発表した作品は多数あり、代表作としては「火炎のお七」、「吉田御殿」、「お菊さん」、「花火」、「三枚絵」、「八雲起出雲阿国」、「雪の譜」などが挙げられる。また、寿美は化粧品の広告に起用されたり、日本画家山川秀峰の絵のモデルを務めるなどして舞踊以外でも注目を集めた。1930年以降はレコード舞踊の普及にも力を入れる。
1947年2月8日、地下鉄の車内で脳溢血を起こして急逝した。告別式は21日、築地本願寺で営まれた。
没後、寿美の名は養女の大橋鈴子（1913年2月2日 - 2007年10月27日）が1949年に2代目を、その長女萬寿子（1941年 - ) が1958年に3代目を継承した。門下に花柳寿美園などがいる。
邦枝完二は彼女を主役とした小説「東京一代女」を東京新聞に連載し、1951年（昭和26年）には「情艶一代女」の題名で映画化された。主演の寿美役は宝塚歌劇団の春日野八千代が務めている。